# Heinkel HD 21
Хейнкель HD 21 (нем. Heinkel HD  21) — немецкий учебно-тренировочный самолёт. На самолёте стоял мотор Mercedes мощностью 120 л. с. Кроме того, HD 21 стал первым в серии двух-трёхместных спортивных и учебно-тренировочных самолётов основной подготовки лётчиков.

## Эксплуатация
Один HD 21 (регистрационный номер SE-ACY) использовался Карлом Густавом фон Розеном в миссии Красного креста во время итальянского вторжения в Абиссинию в 1935 году. Остальные были поставлены в учебный центр авиации в Липецке. Несколько меньший по размерам, но конструктивно похожий вариант HD 29 выполнил первый полёт в 1925 году, на нём предусматривалась возможность размещения третьего члена экипажа и был установлен мотор Siemens мощностью 100 л. с.

## Лётно-технические характеристики
| Размах крыла, м                 | 10,60                                               |
| Длина (на поплавках), м         | 7,25                                                |
| Высота (на поплавках), м        | 3,05                                                |
| Площадь крыла, м²               | 27,80                                               |
| Масса, кг                       |                                                     |
| пустого самолёта (на поплавках) | 680                                                 |
| нормальная взлётная             | 980                                                 |
| Тип двигателя                   | 1 ПД Mercedes D.I                                   |
| Мощность, л. с.                 | 1 х 100                                             |
| Максимальная скорость, км/ч     | 135                                                 |
| Крейсерская скорость, км/ч      | 115                                                 |
| Скороподъемность, м/мин         | 162                                                 |
| Экипаж, чел                     | 2                                                   |
| Вооружение:                     | возможна установка одного 5,6-мм пистолета-пулемёта |